# Cratere Fava
Fava  è un cratere sulla superficie di Venere.